# Agapit (Bevcyk)
Agapit (vlastním jménem: Ivan Vasiljevič Běvcik; 6. března 1965, Davydivka) je kněz Ukrajinské pravoslavné církve Moskevského patriarchátu, arcibiskup metropolita mohyliv-podilský a šarhorodský.

## Život
Narodil se 6. března 1965 v Davydivce. Po ukončení střední školy vstoupil do Černovického muzikálního učiliště. Roku 1985 vstoupil ve Vilniusu do monastýru Svatého ducha a roku 1988 byl přestěhován do Kyjevskopečerské lávry. Ve stejném roce bl postřižen na monacha se jménem Agapit, na počest svatého Agapita Pečerského a rukupoložen na diakona. Roku 1990 byl vysvěcen na jeromonacha.
V letech 1990-1994 studoval v Kyjevském duchovním semináři a v letech 1994-1998 v Kyjevské duchovní akademii.
V září 1992 se stal děkanem chrámu Nejsvětější Trojice jonašského monastýru v Kyjevy. Dne 22. července 1994 byl povýšen na archimandritu a stal se igumenem monastýru.
Rozhodnutím synodu Ukrajinské pravoslavné církve byl dne 5. listopadu 1998 zvolen biskupem Chustu a Vynohradivu. Dne 22. listopadu 1998 v kostele Kyjevskopečerské lávry proběhla jeho biskupská chirotonie.
Dne 26. července 2000 se stal biskupem Mukačeva a Užhorodu.
Rozhodnutím synodu Ukrajinské pravoslavné církve byl dne 14. prosince 2007 zvolen biskupem severodoněckým a starobilským.
Dne 20. července 2012 byl povýšen na arcibiskupa.
Dne 20. prosince 2012 ho synod UPC osvobodil z řízení severodoněcké eparchie a odešel na odpočinek.
Dne 5. ledna 2013 byl zvolen arcibiskupem nové mohyliv-podilské eparchie.
Dne 17. srpna 2015 byl povýšen na metropolitu.